# Transmétropole
Transmétropole est le réseau de La Métropole Mobilité qui dessert les communes de Marseille-Provence, non desservies par les lignes de la RTM et Ciotabus. Le réseau est désormais intégré dans La Métropole Mobilité.

## Réseaux
Le territoire de Marseille-Provence est couvert par plusieurs réseaux de transports.

### lebus Côte bleue
Jusqu'en 2021, le réseau de la Côte Bleue couvre les communes du Rove, Ensuès-la-Redonne, Sausset-les-Pins, Carry-le-Rouet et Châteauneuf-les-Martigues.
Le 6 juillet 2021, les réseaux « Bus de l'Étang » et une partie des lignes  des « Bus de la Côte Bleue » ont été fusionnés au sein du réseau Salon Etang Côte Bleue,.

#### Car
| Ligne | Caractéristiques | Caractéristiques                                                  | Caractéristiques                                                  | Caractéristiques                                                  | Caractéristiques                                                  | Caractéristiques                                                  | Caractéristiques                                                  | Caractéristiques                                                  | Caractéristiques                                                  |
| C8    | Marseille – Saint-Charles ⥋ Sausset-les-Pins – Parking de la Gare | Marseille – Saint-Charles ⥋ Sausset-les-Pins – Parking de la Gare | Marseille – Saint-Charles ⥋ Sausset-les-Pins – Parking de la Gare | Marseille – Saint-Charles ⥋ Sausset-les-Pins – Parking de la Gare | Marseille – Saint-Charles ⥋ Sausset-les-Pins – Parking de la Gare | Marseille – Saint-Charles ⥋ Sausset-les-Pins – Parking de la Gare | Marseille – Saint-Charles ⥋ Sausset-les-Pins – Parking de la Gare | Marseille – Saint-Charles ⥋ Sausset-les-Pins – Parking de la Gare | Marseille – Saint-Charles ⥋ Sausset-les-Pins – Parking de la Gare |
| ----- | --- | ----------------------------------------------------------------- | ----------------------------------------------------------------- | ----------------------------------------------------------------- | ----------------------------------------------------------------- | ----------------------------------------------------------------- | ----------------------------------------------------------------- | ----------------------------------------------------------------- | ----------------------------------------------------------------- |
| C8    | Ouverture / Fermeture — / — | Longueur —                                                        | Durée 65 min                                                      | Nb. d’arrêts 36                                                   | Matériel Lion’s Intercity                                         | Jours de fonctionnement L, Ma, Me, J, V                           | Jour / Soir / Nuit / Fêtes O / N / N / N                          | Voy. / an —                                                       | Exploitant Azur Évasion                                           |
| C8    | Desserte : - Stations et gares desservies : Saint-Charles , Jules Guesde , Joliette , Sausset-les-Pins - Villes desservies : Marseille, Le Rove, Ensuès-la-Redonne, Carry-le-Rouet, Sausset-les-Pins - Arrêts desservis : Charles Roux, Rive d'Or, Parc de Loisirs, Marcel Bodelle, Les Coquillages, Le Camping, Centre Commercial, La Tuilère, Don Camillo, Le Port, La Tasse, Général Leclerc, Le Rouet, Ensuès Côte Bleue, Bergerie, Joliot Curie, Les Coulets, La Poste, Bessou, Le Mas, Les Héritages, Estaque Castejon, Espace Mistral, Estaque Port, Fontaine des Tuiles, Littoral Jean Labro, Littoral Chamant, Littoral Bernado, Cap Pinède, Saint Cassien, Le Silo, Joliette, Dames République, Métro Jules Guesde |                                                                   |                                                                   |                                                                   |                                                                   |                                                                   |                                                                   |                                                                   |                                                                   |
| C8    | Autre : - Amplitudes horaires : La ligne C8 fonctionne du lundi au vendredi de 6 h 30 à 18 h 47 environ. - Particularités : La ligne n’effectue que 6 départs par jour, les 3 premiers partent de Sausset-les-Pins et les 3 derniers partent de Marseille. - Date de dernière mise à jour : 14 octobre 2023. |                                                                   |                                                                   |                                                                   |                                                                   |                                                                   |                                                                   |                                                                   |                                                                   |
| C8    | Dernière actualisation : — |                                                                   |                                                                   |                                                                   |                                                                   |                                                                   |                                                                   |                                                                   |                                                                   |

#### Transport à la demande
| Ligne | Caractéristiques | Caractéristiques             | Caractéristiques             | Caractéristiques             | Caractéristiques             | Caractéristiques                        | Caractéristiques                         | Caractéristiques             | Caractéristiques             |
| C6    | TAD Ensuès-la-Redonne | TAD Ensuès-la-Redonne        | TAD Ensuès-la-Redonne        | TAD Ensuès-la-Redonne        | TAD Ensuès-la-Redonne        | TAD Ensuès-la-Redonne                   | TAD Ensuès-la-Redonne                    | TAD Ensuès-la-Redonne        | TAD Ensuès-la-Redonne        |
| C6    | Ensuès ⥋ Méjàn / Chardoneret | Ensuès ⥋ Méjàn / Chardoneret | Ensuès ⥋ Méjàn / Chardoneret | Ensuès ⥋ Méjàn / Chardoneret | Ensuès ⥋ Méjàn / Chardoneret | Ensuès ⥋ Méjàn / Chardoneret            | Ensuès ⥋ Méjàn / Chardoneret             | Ensuès ⥋ Méjàn / Chardoneret | Ensuès ⥋ Méjàn / Chardoneret |
| ----- | --- | ---------------------------- | ---------------------------- | ---------------------------- | ---------------------------- | --------------------------------------- | ---------------------------------------- | ---------------------------- | ---------------------------- |
| C6    | Ouverture / Fermeture — / — | Longueur —                   | Durée 30 min                 | Nb. d’arrêts 30              | Matériel Sprinter            | Jours de fonctionnement L, Ma, Me, J, V | Jour / Soir / Nuit / Fêtes O / N / N / N | Voy. / an —                  | Exploitant RTM Est-Métropole |
| C6    | Desserte : - Stations et gares desservies : Gare de La Redonne-Ensuès - Arrêts desservis : Rond Point Chantegrive, Chantegrive EDF, Bartavelle, Les Hérons, Flamants Rose, Chardonerets, Pachons, Hôtel de Ville, Bibliothèque, Souvenir Français, Cimetière, Colleton, La Poste, Bourgailles, Graffinane, Vieilles Vignes, Magnolias, Grand Pins, Plateau la Brise, Gare SNCF Ensues, Village Redonne, Anthénors, Figuières, Falaise, Petit Méjean, Grand Méjean, Résidence les Coulins, École Mistral, Val Ricard, Résidence Val Ricard |                              |                              |                              |                              |                                         |                                          |                              |                              |
| C6    | Évolution : Expérimentation du transport à la demande depuis le 27 février 2023. Autre : - Date de dernière mise à jour : 14 octobre 2023. |                              |                              |                              |                              |                                         |                                          |                              |                              |
| C6    | Dernière actualisation : — |                              |                              |                              |                              |                                         |                                          |                              |                              |
| C7    | TAD Le Rove | TAD Le Rove                  | TAD Le Rove                  | TAD Le Rove                  | TAD Le Rove                  | TAD Le Rove                             | TAD Le Rove                              | TAD Le Rove                  | TAD Le Rove                  |
| C7    | Niolon ⥋ Estaque |                              |                              |                              |                              |                                         |                                          |                              |                              |
| C7    | Ouverture / Fermeture — / — | Longueur —                   | Durée 34 min                 | Nb. d’arrêts 21              | Matériel Sprinter            | Jours de fonctionnement L, Ma, Me, J, V | Jour / Soir / Nuit / Fêtes O / N / N / O | Voy. / an —                  | Exploitant RTM Est-Métropole |
| C7    | Desserte : - Stations et gares desservies : Gare de Niolon - Villes desservis : Le Rove, Marseille - Arrêts desservis : Fontaine des Tuiles, Estaque Port, Espace Mistral, Corbières, Resquiadou, La Ricarde, Jardins, Bastides, Chenes Verts, Les Tamaris, Logis Neuf, Le Mas, François Bessou, La Poste, Saint-Roch, Les Coulets, Joliot Curie, Bergerie, Gare de Niolon, Vesse |                              |                              |                              |                              |                                         |                                          |                              |                              |
| C7    | Évolution : Expérimentation du transport à la demande depuis le 27 février 2023. Autre : - Date de dernière mise à jour : 14 octobre 2023. |                              |                              |                              |                              |                                         |                                          |                              |                              |
| C7    | Dernière actualisation : — |                              |                              |                              |                              |                                         |                                          |                              |                              |

#### Transport scolaire
| Ligne | Tracé                                                                  |
| ----- | ---------------------------------------------------------------------- |
| S100  | Carry-le-Rouet ↔ Collège Matraja                                       |
| S103  | Châteauneuf-les-Martigues ↔ Lycées Maurice Genevoix / Blériot          |
| S104  | Châteauneuf-les-Martigues ↔ Collège Emilie de Mirabeau                 |
| S105  | Desserte école primaire Ensuès-la-Redonne                              |
| S106  | Ensuès-la-Redonne ↔ Lycées Marignane                                   |
| S107  | Ensuès-la-Redonne ↔ Collège Petit Prince                               |
| S108  | Sausset-les-Pins écoles primaires                                      |
| S109  | Sausset-les-Pins ↔ Collège Pierre Matraja                              |
| S110  | Le Rove ↔ Marignane                                                    |
| S500  | Septèmes-les-Vallons ↔ Collège Marc Ferrandi / Lycée Saint-Exupéry     |
| 601   | Châteauneuf-les-Martigues ↔ Écoles Jean Jaurès / Pierre et Marie Curie |
| 602   | Châteauneuf-les-Martigues ↔ Écoles Jean Jaurès / Feraud-Foesser        |
| 603   | Châteauneuf-les-Martigues ↔ Écoles René Perrin / Marie Mauron          |
| 605   | Châteauneuf-les-Martigues ↔ Collège les Amandeirets                    |

### Bus de la Marcouline
Le réseau de la Marcouline couvre les communes de Cassis, Carnoux-en-Provence et Roquefort-la-Bédoule.
Le 7 juillet 2025, les lignes des Bus de la Marcouline sont intégrés au réseau Ciotabus, intégré aux réseaux de transports de La Métropole Mobilité et organisé par la Métropole d'Aix-Marseile-Provence.

### Bus des Collines
Le réseau des Collines couvre Allauch et Plan-de-Cuques. Une partie du service est à la demande.
| Ligne | Caractéristiques | Caractéristiques                     | Caractéristiques                     | Caractéristiques                     | Caractéristiques                     | Caractéristiques                        | Caractéristiques                         | Caractéristiques                     | Caractéristiques                     |
| BC1   | La Fève ⥋ Trois Lucs | La Fève ⥋ Trois Lucs                 | La Fève ⥋ Trois Lucs                 | La Fève ⥋ Trois Lucs                 | La Fève ⥋ Trois Lucs                 | La Fève ⥋ Trois Lucs                    | La Fève ⥋ Trois Lucs                     | La Fève ⥋ Trois Lucs                 | La Fève ⥋ Trois Lucs                 |
| ----- | --- | ------------------------------------ | ------------------------------------ | ------------------------------------ | ------------------------------------ | --------------------------------------- | ---------------------------------------- | ------------------------------------ | ------------------------------------ |
| BC1   | Ouverture / Fermeture — / — | Longueur 13 km                       | Durée 23 min                         | Nb. d’arrêts 43                      | Matériel GX 137                      | Jours de fonctionnement L, Ma, Me, J, V | Jour / Soir / Nuit / Fêtes O / N / N / N | Voy. / an —                          | Exploitant —                         |
| BC1   | Desserte : - Villes desservis : Allauch, Marseille - Arrêts desservis : Espace Robert Olive, Bon Rencontre, Chanauds, Logis Neuf Centre Médical, Moulin à Huile, Logis Neuf, La Fève, Mas des Oliviers, Bourdonnière, Ecole Côtes Roties, Logis Neuf Ecole, La Caleche, Ecole des Gonagues, La Verte, Général Leclerc, Saint Roch, Allauch Village, Bar des Cigales, Le Grand Puits Pié d'Autry, Henri Tasso, Jean Roque, Jean Giono, Laphal, La Craie, L'Ouvière, Zone Fontvieille, Saint Jean, Terrasses du Golf, San Peyre, Barbaraou, A Lurmira, Guéridon, Provence, Les Embus, Enco de Botte, Les Charmettes, Enco de Pont, Vicari, Enco de Botte Chante Cigale, Enco de Botte T. de la Salette, Trois Lucs Village, Trois Lucs                                                                      |                                      |                                      |                                      |                                      |                                         |                                          |                                      |                                      |
| BC1   | Autre : - Date de dernière mise à jour : 14 octobre 2023. |                                      |                                      |                                      |                                      |                                         |                                          |                                      |                                      |
| BC1   | Dernière actualisation : — |                                      |                                      |                                      |                                      |                                         |                                          |                                      |                                      |
| BC2   | Valentine ⥋ Plan de Cuques | Valentine ⥋ Plan de Cuques           | Valentine ⥋ Plan de Cuques           | Valentine ⥋ Plan de Cuques           | Valentine ⥋ Plan de Cuques           | Valentine ⥋ Plan de Cuques              | Valentine ⥋ Plan de Cuques               | Valentine ⥋ Plan de Cuques           | Valentine ⥋ Plan de Cuques           |
| BC2   | Ouverture / Fermeture — / — | Longueur 12 km                       | Durée 40 min                         | Nb. d’arrêts 44                      | Matériel GX 137                      | Jours de fonctionnement L, Ma, Me, J, V | Jour / Soir / Nuit / Fêtes O / N / N / N | Voy. / an —                          | Exploitant —                         |
| BC2   | Desserte : - Villes desservis : Marseille, Allauch, Plan-de-Cuques - Arrêts desservis : Ruissatel (République), Melizan (Visitation), Camoins Croisement, Quatre saisons n°52, Pont de la Clue, Vallon de la Clue, Barbaraou, Terrasses du Golf, Saint Jean, Zone Fontvielle, L'Ouvière, La Craie, Guéridon, Jean Giono, Jean Roque, Le Grand Puits Pié d'Autry, Provence, Les Embus, Enco de Botte, Plateau de Aubagnens, Services Techniques, Place des Aubagnens, La Pounche, Carambot, Esprit Julien, Laurent Merle, Mille Ecus, La Pounche Les Ourmes, La Louise, Cité La Marie, Les Toits de la Pounche, Bocage, Les Tourres, Ecoles de la Pounche, Pié d'Autry, Pié d'Autry Rascous, L'Afférage, Cantons Rouges, Tirane, Hôpital Mille Ecus, Les Blacassins, Bougainville, Rond Point des Oliviers |                                      |                                      |                                      |                                      |                                         |                                          |                                      |                                      |
| BC2   | Autre : - Date de dernière mise à jour : 14 octobre 2023. |                                      |                                      |                                      |                                      |                                         |                                          |                                      |                                      |
| BC2   | Dernière actualisation : — |                                      |                                      |                                      |                                      |                                         |                                          |                                      |                                      |
| BC3   | Pieds D'autry école ⥋ Les Trois Lucs | Pieds D'autry école ⥋ Les Trois Lucs | Pieds D'autry école ⥋ Les Trois Lucs | Pieds D'autry école ⥋ Les Trois Lucs | Pieds D'autry école ⥋ Les Trois Lucs | Pieds D'autry école ⥋ Les Trois Lucs    | Pieds D'autry école ⥋ Les Trois Lucs     | Pieds D'autry école ⥋ Les Trois Lucs | Pieds D'autry école ⥋ Les Trois Lucs |
| BC3   | Ouverture / Fermeture — / — | Longueur —                           | Durée 26 min                         | Nb. d’arrêts 24                      | Matériel GX 137                      | Jours de fonctionnement L, Ma, Me, J, V | Jour / Soir / Nuit / Fêtes O / N / N / N | Voy. / an —                          | Exploitant —                         |
| BC3   | Desserte : - Villes desservis : Marseille, Allauch - Arrêts desservis : Trois Lucs, Vicari, Enco de Pont, Les Charmettes, Enco de Botte, Provence, Laphal, La Craie, L'Ouvière, Zone Fontvieille, Saint Jean, Terrasses du Golf, San Peyre, Barbaraou, A Lurmira, Théâtre de la Nature, Jean Giono, Jean Roque, Bar des Cigales, Saint Roch, Allauch Village, Le Grand Puits Pié d'Autry, Pié d'Autry Rascous, Pié d'Autry |                                      |                                      |                                      |                                      |                                         |                                          |                                      |                                      |
| BC3   | Autre : - Date de dernière mise à jour : 14 octobre 2023. |                                      |                                      |                                      |                                      |                                         |                                          |                                      |                                      |
| BC3   | Dernière actualisation : — |                                      |                                      |                                      |                                      |                                         |                                          |                                      |                                      |
| BC4   | La Fève ⥋ Lycée d'Allauch | La Fève ⥋ Lycée d'Allauch            | La Fève ⥋ Lycée d'Allauch            | La Fève ⥋ Lycée d'Allauch            | La Fève ⥋ Lycée d'Allauch            | La Fève ⥋ Lycée d'Allauch               | La Fève ⥋ Lycée d'Allauch                | La Fève ⥋ Lycée d'Allauch            | La Fève ⥋ Lycée d'Allauch            |
| BC4   | Ouverture / Fermeture — / — | Longueur 9,5 km                      | Durée 25 min                         | Nb. d’arrêts 27                      | Matériel —                           | Jours de fonctionnement L, Ma, Me, J, V | Jour / Soir / Nuit / Fêtes O / N / N / N | Voy. / an —                          | Exploitant —                         |
| BC4   | Desserte : - Villes desservis : Marseille, Allauch, Plan-de-Cuques - Arrêts desservis : Les Côtes Rôties, Ecole Côtes Roties, Logis Neuf Ecole, Logis Neuf Centre Médical, Chanauds, Bon Rencontre, Hermitage, Elysée, Roubauds, Rond Point des Oliviers, Bougainville, Les Blacassins, Canton Vert, Hôpital Mille Ecus, Tirane, Bocage, Cantons Rouges, Les Toits de la Pounche, Pounche Poste, Laurent Merle, Esprit Julien, Carambot, Place des Aubagnens, Services Techniques, Plateau de Aubagnens, Provence Enco de Botte, Lycée Monte-Cristo |                                      |                                      |                                      |                                      |                                         |                                          |                                      |                                      |
| BC4   | Autre : - Date de dernière mise à jour : 14 octobre 2023. |                                      |                                      |                                      |                                      |                                         |                                          |                                      |                                      |
| BC4   | Dernière actualisation : — |                                      |                                      |                                      |                                      |                                         |                                          |                                      |                                      |
| BC5   | La Montade ⥋ Lycée d'Allauch | La Montade ⥋ Lycée d'Allauch         | La Montade ⥋ Lycée d'Allauch         | La Montade ⥋ Lycée d'Allauch         | La Montade ⥋ Lycée d'Allauch         | La Montade ⥋ Lycée d'Allauch            | La Montade ⥋ Lycée d'Allauch             | La Montade ⥋ Lycée d'Allauch         | La Montade ⥋ Lycée d'Allauch         |
| BC5   | Ouverture / Fermeture — / — | Longueur 11,9 km                     | Durée 25 min                         | Nb. d’arrêts 19                      | Matériel —                           | Jours de fonctionnement L, Ma, Me, J, V | Jour / Soir / Nuit / Fêtes O / N / N / N | Voy. / an —                          | Exploitant —                         |
| BC5   | Desserte : - Villes desservis : Marseille, Allauch, Plan-de-Cuques - Arrêts desservis : La Fève, Mas des Oliviers, Bourdonnière, Logis Neuf Ecole, La Caleche, La Verte, Général Leclerc, Bar des Cigales, Le Grand Puits Pié d'Autry, Henri Tasso, Jean Giono, Barbaraou, Saint Jean, L'Ouvière, La Craie, Guéridon, Provence Aubagnens, Provence Enco de Botte, Lycée Monte-Cristo |                                      |                                      |                                      |                                      |                                         |                                          |                                      |                                      |
| BC5   | Autre : - Date de dernière mise à jour : 14 octobre 2023. |                                      |                                      |                                      |                                      |                                         |                                          |                                      |                                      |
| BC5   | Dernière actualisation : — |                                      |                                      |                                      |                                      |                                         |                                          |                                      |                                      |
| BC6   | La Montade ⥋ Lycée Monte Cristo | La Montade ⥋ Lycée Monte Cristo      | La Montade ⥋ Lycée Monte Cristo      | La Montade ⥋ Lycée Monte Cristo      | La Montade ⥋ Lycée Monte Cristo      | La Montade ⥋ Lycée Monte Cristo         | La Montade ⥋ Lycée Monte Cristo          | La Montade ⥋ Lycée Monte Cristo      | La Montade ⥋ Lycée Monte Cristo      |
| BC6   | Ouverture / Fermeture — / — | Longueur 8,3 km                      | Durée 25 min                         | Nb. d’arrêts 26                      | Matériel —                           | Jours de fonctionnement L, Ma, Me, J, V | Jour / Soir / Nuit / Fêtes O / N / N / N | Voy. / an —                          | Exploitant —                         |
| BC6   | Desserte : - Villes desservis : Marseille, Allauch, Plan-de-Cuques - Arrêts desservis : Montade, Transformateur, Vidarès, Pasteur Noria, Moisserons, Eglise, Félibrige, Plan de Cuques Cinema, Les Madets, La Cascade, Bar 1900, La Croix Rouge, Delprat Vallon Vert, Les Bartavelles, La Louise, La Pounche Les Ourmes, La Pounche, Laurent Merle, Esprit Julien, Carambot, Place des Aubagnens, Services Techniques, Plateau de Aubagnens, Provence Enco de Botte, Lycée Monte-Cristo |                                      |                                      |                                      |                                      |                                         |                                          |                                      |                                      |
| BC6   | Autre : - Date de dernière mise à jour : 14 octobre 2023. |                                      |                                      |                                      |                                      |                                         |                                          |                                      |                                      |
| BC6   | Dernière actualisation : — |                                      |                                      |                                      |                                      |                                         |                                          |                                      |                                      |

#### Lignes scolaires
| Ligne | Tracé                         |
| ----- | ----------------------------- |
| S200  | Desserte Collège Yves Montaud |

#### Transport à la demande
| Ligne | Caractéristiques | Caractéristiques              | Caractéristiques              | Caractéristiques              | Caractéristiques              | Caractéristiques                           | Caractéristiques                         | Caractéristiques              | Caractéristiques              |
| TADB  | La Valentine ⥋ Les Trois Lucs | La Valentine ⥋ Les Trois Lucs | La Valentine ⥋ Les Trois Lucs | La Valentine ⥋ Les Trois Lucs | La Valentine ⥋ Les Trois Lucs | La Valentine ⥋ Les Trois Lucs              | La Valentine ⥋ Les Trois Lucs            | La Valentine ⥋ Les Trois Lucs | La Valentine ⥋ Les Trois Lucs |
| ----- | --- | ----------------------------- | ----------------------------- | ----------------------------- | ----------------------------- | ------------------------------------------ | ---------------------------------------- | ----------------------------- | ----------------------------- |
| TADB  | Ouverture / Fermeture — / — | Longueur —                    | Durée —                       | Nb. d’arrêts 15               | Matériel —                    | Jours de fonctionnement L, Ma, Me, J, V, S | Jour / Soir / Nuit / Fêtes O / N / N / O | Voy. / an —                   | Exploitant —                  |
| TADB  | Desserte : - Villes desservis : Marseille, Allauch - Arrêts desservis : Les Trois Lucs, Enco de Pont, Les Embus, Enco de Botte, Guéridon, Ouvière, Zone Fontvielle, Barbaraou, Route Quatre Saison, Centre Commercial, Cinéma 3 Palmes, Ruissatel, Mélizan, Les Camoins, Pont de la Clue |                               |                               |                               |                               |                                            |                                          |                               |                               |
| TADB  | Autre : - Date de dernière mise à jour : 14 octobre 2023. |                               |                               |                               |                               |                                            |                                          |                               |                               |
| TADB  | Dernière actualisation : — |                               |                               |                               |                               |                                            |                                          |                               |                               |
| TADJ  | St Rock ⥋ La Pounche | St Rock ⥋ La Pounche          | St Rock ⥋ La Pounche          | St Rock ⥋ La Pounche          | St Rock ⥋ La Pounche          | St Rock ⥋ La Pounche                       | St Rock ⥋ La Pounche                     | St Rock ⥋ La Pounche          | St Rock ⥋ La Pounche          |
| TADJ  | Ouverture / Fermeture — / — | Longueur —                    | Durée —                       | Nb. d’arrêts 12               | Matériel —                    | Jours de fonctionnement L, Ma, Me, J, V, S | Jour / Soir / Nuit / Fêtes O / N / N / O | Voy. / an —                   | Exploitant —                  |
| TADJ  | Desserte : - Villes desservis : Allauch, Plan-de-Cuques - Arrêts desservis : Rond Point des Oliviers, Le Moulin de Pain Blanc, Bougainville, Blacassins, Pie d'Autry, College Yves Montand, La Tiranne, Bocage, Avenue Jean Giono, La Pounche, Les Aubagnens, La Provence                |                               |                               |                               |                               |                                            |                                          |                               |                               |
| TADJ  | Autre : - Date de dernière mise à jour : 14 octobre 2023. |                               |                               |                               |                               |                                            |                                          |                               |                               |
| TADJ  | Dernière actualisation : — |                               |                               |                               |                               |                                            |                                          |                               |                               |
| TADV  | La Fève ⥋ Plan de Cuques | La Fève ⥋ Plan de Cuques      | La Fève ⥋ Plan de Cuques      | La Fève ⥋ Plan de Cuques      | La Fève ⥋ Plan de Cuques      | La Fève ⥋ Plan de Cuques                   | La Fève ⥋ Plan de Cuques                 | La Fève ⥋ Plan de Cuques      | La Fève ⥋ Plan de Cuques      |
| TADV  | Ouverture / Fermeture — / — | Longueur —                    | Durée —                       | Nb. d’arrêts 14               | Matériel —                    | Jours de fonctionnement L, Ma, Me, J, V, S | Jour / Soir / Nuit / Fêtes O / N / N / O | Voy. / an —                   | Exploitant —                  |
| TADV  | Desserte : - Arrêts desservis : La Fève, Mas des Oliviers, Bourdonnière, Logis Neuf, Espace Robert Olive, Bon Rencontre, Chanauds, Calèche, La Verte, Route du Clau, Générale Leclerc, Saint Rock, Allauch Village, Cigales                                                              |                               |                               |                               |                               |                                            |                                          |                               |                               |
| TADV  | Autre : - Date de dernière mise à jour : 14 octobre 2023. |                               |                               |                               |                               |                                            |                                          |                               |                               |
| TADV  | Dernière actualisation : — |                               |                               |                               |                               |                                            |                                          |                               |                               |

### Bus des Cigales
Le bus des Cigales dessert Gémenos.
| Ligne | Caractéristiques | Caractéristiques       | Caractéristiques       | Caractéristiques       | Caractéristiques       | Caractéristiques                        | Caractéristiques                         | Caractéristiques       | Caractéristiques       |
| 301   | Saint-Clair ⥋ Aquagem | Saint-Clair ⥋ Aquagem  | Saint-Clair ⥋ Aquagem  | Saint-Clair ⥋ Aquagem  | Saint-Clair ⥋ Aquagem  | Saint-Clair ⥋ Aquagem                   | Saint-Clair ⥋ Aquagem                    | Saint-Clair ⥋ Aquagem  | Saint-Clair ⥋ Aquagem  |
| ----- | --- | ---------------------- | ---------------------- | ---------------------- | ---------------------- | --------------------------------------- | ---------------------------------------- | ---------------------- | ---------------------- |
| 301   | Ouverture / Fermeture — / — | Longueur —             | Durée 20 min           | Nb. d’arrêts 20        | Matériel —             | Jours de fonctionnement L, Ma, Me, J, V | Jour / Soir / Nuit / Fêtes O / N / N / N | Voy. / an —            | Exploitant —           |
| 301   | Desserte : Saint-Clair, Saint Jean de Guardier, Quatre Chemins, Garlaban, La Culasse, Les Cyprès, La Culasse, Les Craux, Les Charrons, Les Alliés, Centre-ville, Les Alliés, Routelle, Lotissement Les Nègles, Coulin Carrefour, Fontmagne, Quartier de Jouques, Collège Jean La Fontaine, Les Ophéliades, Aquagem |                        |                        |                        |                        |                                         |                                          |                        |                        |
| 301   | Autre : - Particularités : En complément, transport à la demande de 9h à 16h. - Date de dernière mise à jour : 19 octobre 2020. |                        |                        |                        |                        |                                         |                                          |                        |                        |
| 301   | Dernière actualisation : — |                        |                        |                        |                        |                                         |                                          |                        |                        |
| 302   | Centre-ville ⥋ Aquagem | Centre-ville ⥋ Aquagem | Centre-ville ⥋ Aquagem | Centre-ville ⥋ Aquagem | Centre-ville ⥋ Aquagem | Centre-ville ⥋ Aquagem                  | Centre-ville ⥋ Aquagem                   | Centre-ville ⥋ Aquagem | Centre-ville ⥋ Aquagem |
| 302   | Ouverture / Fermeture — / — | Longueur —             | Durée 20 min           | Nb. d’arrêts 11        | Matériel —             | Jours de fonctionnement L, Ma, Me, J, V | Jour / Soir / Nuit / Fêtes O / N / N / N | Voy. / an —            | Exploitant —           |
| 302   | Desserte : Centre-Ville, Les Alliés, Routelle, Coulin Carrefour, Les Nègles, Le Plateau, Les Nègles, Les Grands Cèdres, Collège Hean La Fontaine, Les Ophéliades, Aquagem |                        |                        |                        |                        |                                         |                                          |                        |                        |
| 302   | Autre : - Particularités : Matin et soir pour assurer les rentrées et sorties du collège - Date de dernière mise à jour : 19 octobre 2020. |                        |                        |                        |                        |                                         |                                          |                        |                        |
| 302   | Dernière actualisation : — |                        |                        |                        |                        |                                         |                                          |                        |                        |

#### Transport à la demande
| Ligne | Caractéristiques | Caractéristiques      | Caractéristiques      | Caractéristiques      | Caractéristiques      | Caractéristiques          | Caractéristiques                         | Caractéristiques      | Caractéristiques      |
| 310   | TAD interne Gémenos | TAD interne Gémenos   | TAD interne Gémenos   | TAD interne Gémenos   | TAD interne Gémenos   | TAD interne Gémenos       | TAD interne Gémenos                      | TAD interne Gémenos   | TAD interne Gémenos   |
| 310   | Saint Clair ⥋ Aquagem | Saint Clair ⥋ Aquagem | Saint Clair ⥋ Aquagem | Saint Clair ⥋ Aquagem | Saint Clair ⥋ Aquagem | Saint Clair ⥋ Aquagem     | Saint Clair ⥋ Aquagem                    | Saint Clair ⥋ Aquagem | Saint Clair ⥋ Aquagem |
| ----- | --- | --------------------- | --------------------- | --------------------- | --------------------- | ------------------------- | ---------------------------------------- | --------------------- | --------------------- |
| 310   | Ouverture / Fermeture — / — | Longueur —            | Durée —               | Nb. d’arrêts 26       | Matériel —            | Jours de fonctionnement — | Jour / Soir / Nuit / Fêtes — / — / — / — | Voy. / an —           | Exploitant —          |
| 310   | Desserte : Saint-Clair, Saint Jean de Guardier, Quatre Chemins, Routelle, Quartier de Jouques, Plaine de Jouques, Pic de Bertagne, Les Ophéliades, Les Nègles, Les Hauts des Négles, Les Grands Cèdres, Les Cyprés, Les Craux, Les Charrons, Les Alliés, Le Renard, Le Plateau, La République, La Culasse, Garlaban, Fontmagne, Coulin Carrefour, Collège Jean La Fontaine, Chemin de Jouques, Centre-Ville, Aquagem |                       |                       |                       |                       |                           |                                          |                       |                       |
| 310   | Autre : - Date de dernière mise à jour : 22 octobre 2020. |                       |                       |                       |                       |                           |                                          |                       |                       |
| 310   | Dernière actualisation : — |                       |                       |                       |                       |                           |                                          |                       |                       |

### Ciotabus
Le réseau Ciotabus couvre les communes de La Ciotat et de Ceyreste.

## Tarification
La métropole mobilité regroupe les différents réseaux existant en un réseau unique, elle est décomposée en 4 zones avec plusieurs niveaux de tarifs selon la zone choisir et la situation du titulaire.
Zone CIEL : Réseau RTM (Bus, Métro, Tramway, Lanavette, Ferry-Boat, Parking relais) et lecar (51* et 240*).
Zone BLEUE* : Réseau Ciotabus, Bus des Collines, Bus de la Côte-Bleue, Bus de la Marcouline, Bus des Cigales, Salon Etang Côte Bleue*, levélo* et le TER intra-muros*.

## Billettique
Depuis le 26 avril 2010, la carte sans contact « Transpass » est le support billetique permettant de voyager sur la majeure partie des réseaux de Marseille-Provence ainsi que les TER à Marseille et entre Marseille et Septèmes-les-Vallons,, les ferries Frioul-If-Express, et le réseau départemental Cartreize.
Depuis septembre 2018, La Métropole Mobilité délivre « lacarte », une carte de transport unique pour l'ensemble des réseaux de la métropole d'Aix-Marseille-Provence.

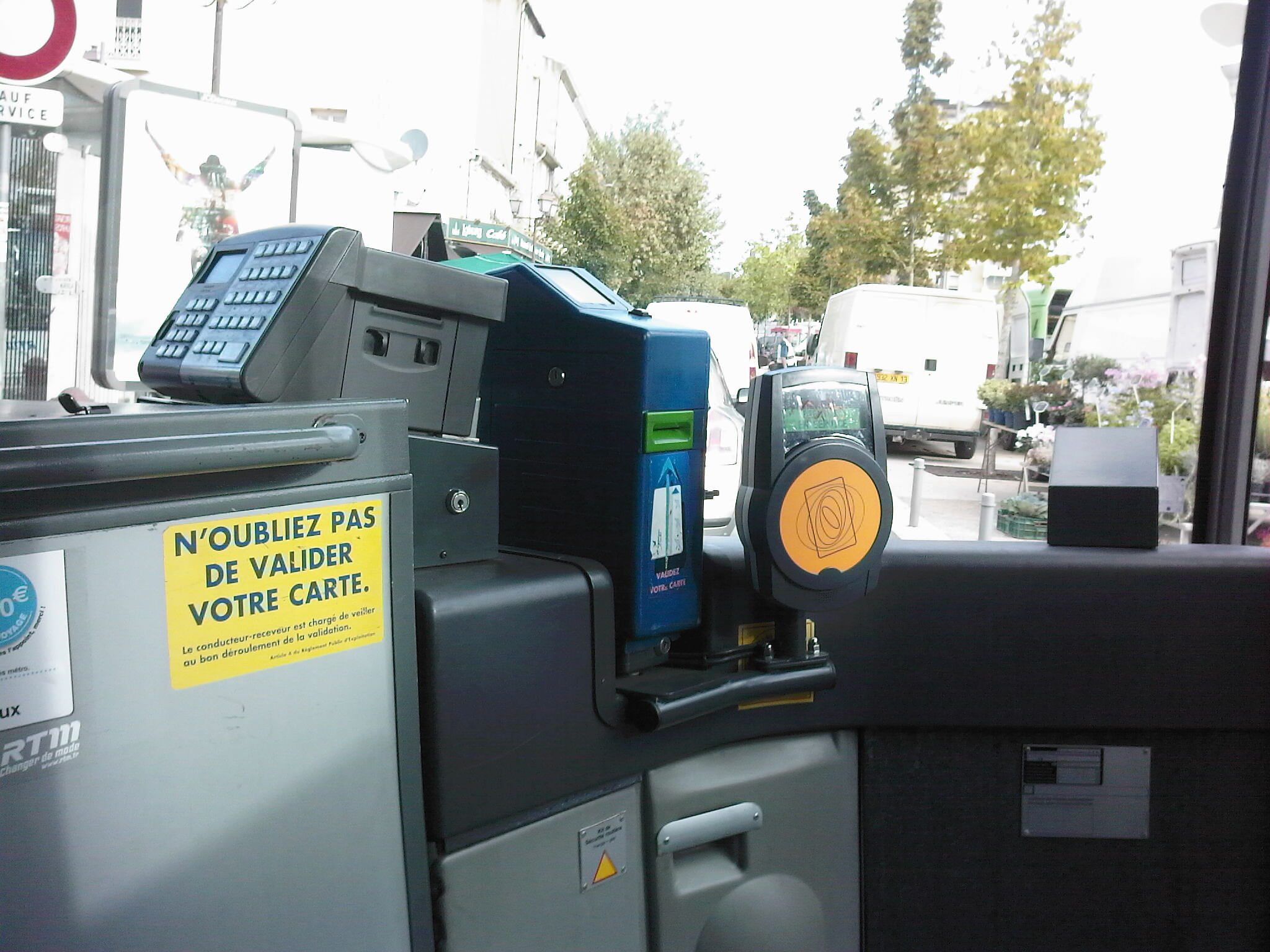
Les deux valideurs RTM